# Earophila alpestris
Earophila alpestris fue una división taxonómica para una especie de polilla perteneciente a la familia Geometridae, descrita por primera vez por Joseph Neuberger en 1929. Carece de descripción de su especie holotipo, poco se supo de esta polilla. Ha sido descrita al menos una vez en la región alpina de Tirol a aproximadamente 3400 metros (11 154,9 pies) de altitud.
El nombre fue borrado del Global Biodiversity Information Facility en febrero de 2018. En algunas bases de datos es puesta como sinonimia de Anticlea alpestris, a su vez sinónimo de Anticlea badiata.